# MoneyMuseum
Das MoneyMuseum ist ein Privatmuseum in Zürich, das sich kritisch mit der Geldgeschichte und der Zukunft des Geldes auseinandersetzt. Träger ist die gemeinnützige Sunflower Foundation.

## Geschichte
Das MoneyMuseum wurde von dem Finanzanalysten Jürg Conzett 1999 gegründet. Er übertrug seine private Sammlung der zu diesem Zweck neu gegründeten Trägerstiftung Sunflower Foundation. Mit der Internetseite www.moneymuseum.com ging er im gleichen Jahr als erstes numismatisches Museum weltweit online.
Im Oktober 2000 gründete das MoneyMuseum eine Dependance im Schweizerischen Landesmuseum. 2002 eröffnete es eine Dauerausstellung im Museum an der Bärengasse. Dort fand auch die Ausstellung „Die Zürcher und ihr Geld“ statt, bei der nicht die Münzen im Mittelpunkt standen, sondern die Art und Weise, wie Menschen Geld einsetzen.
Im Februar 2003 bezog das MoneyMuseum auf 500 Quadratmetern seine eigenen Räumlichkeiten an der Hadlaubstrasse 106. Seither finden dort neben einer Dauerausstellung Sonderausstellungen und Veranstaltungen statt.

## Schwerpunktarbeit
Das MoneyMuseum versteht sich als Kommunikationsplattform, deren Ziel es ist, „dem Besucher den historischen, wirtschaftlichen und sozialen Hintergrund der einzelnen Objekte deutlich zu machen und ihn damit zum Nachdenken über seinen eigenen Umgang mit Geld zu bringen“.

## MoneyMuseum im Internet
Das MoneyMuseum bietet Materialien kostenlos im Internet an. Das Angebot reicht von historischer Geldgeschichte bis zu Überlegungen zu modernen Wirtschaftssystemen und zur Philosophie des Geldes. Ein neuer Schwerpunkt des MoneyMuseums ist seit 2016 das Thema „Krise“.